# Tre romanzi gallesi
I Tre romanzi gallesi (Y Tair Rhamant in gallese) sono tre racconti associati al Mabinogion. Sono versioni di leggende arturiane che si ritrovano in Chrétien de Troyes. Gli studiosi hanno discusso se i romanzi derivino dai poemi di Chrétien, o viceversa, oppure se alla base di tutti questi ci sia una fonte comune. È infatti possibile che i romanzi derivino, direttamente o indirettamente, da Chrétien, che probabilmente si rifaceva ad antiche fonti celtiche. I romanzi sopravvivono nel Libro bianco di Rhydderch e nel Libro rosso di Hergest, che sono databili al XIV secolo.
I tre romanzi sono:
- Owain, o la dama della fontana che corrisponde all'Yvain, il cavaliere del leone di Chrétien;
- Peredur, figlio di Efrawg, che corrisponde al Perceval, la storia del Graal di Chrétien;
- Gereint ed Enid, che corrisponde all'Erec ed Enide di Chrétien.